# Barak (Kirghizistan)
Pour les articles homonymes, voir Barak.
Barak est un village kirghiz enclavé en Ouzbékistan. Administrativement il fait partie du district de Kara-Suu dans la province d'Och. Il est encerclé par la province d'Andijan.